# کریم فکروش
کریم فکروش (عربی: كريم فكروش؛ زادهٔ ۱۴ فوریهٔ ۱۹۸۲) بازیکن فوتبال اهل مراکش است.
از باشگاه‌هایی که در آن بازی کرده‌است می‌توان به باشگاه ورزشی مغرب فاسی، باشگاه ورزشی لیماسول، باشگاه فوتبال ارتش سلطنتی مراکش، و باشگاه فوتبال الوداد کازابلانکا اشاره کرد.
وی همچنین در تیم ملی فوتبال مراکش بازی کرده‌است.